# Durnești (gmina)
Durnești – gmina w Rumunii, w okręgu Botoszany. Obejmuje miejscowości Băbiceni, Bârsănești, Broșteni, Cucuteni, Durnești i Guranda. W 2011 roku liczyła 3741 mieszkańców.